# 光勝寺

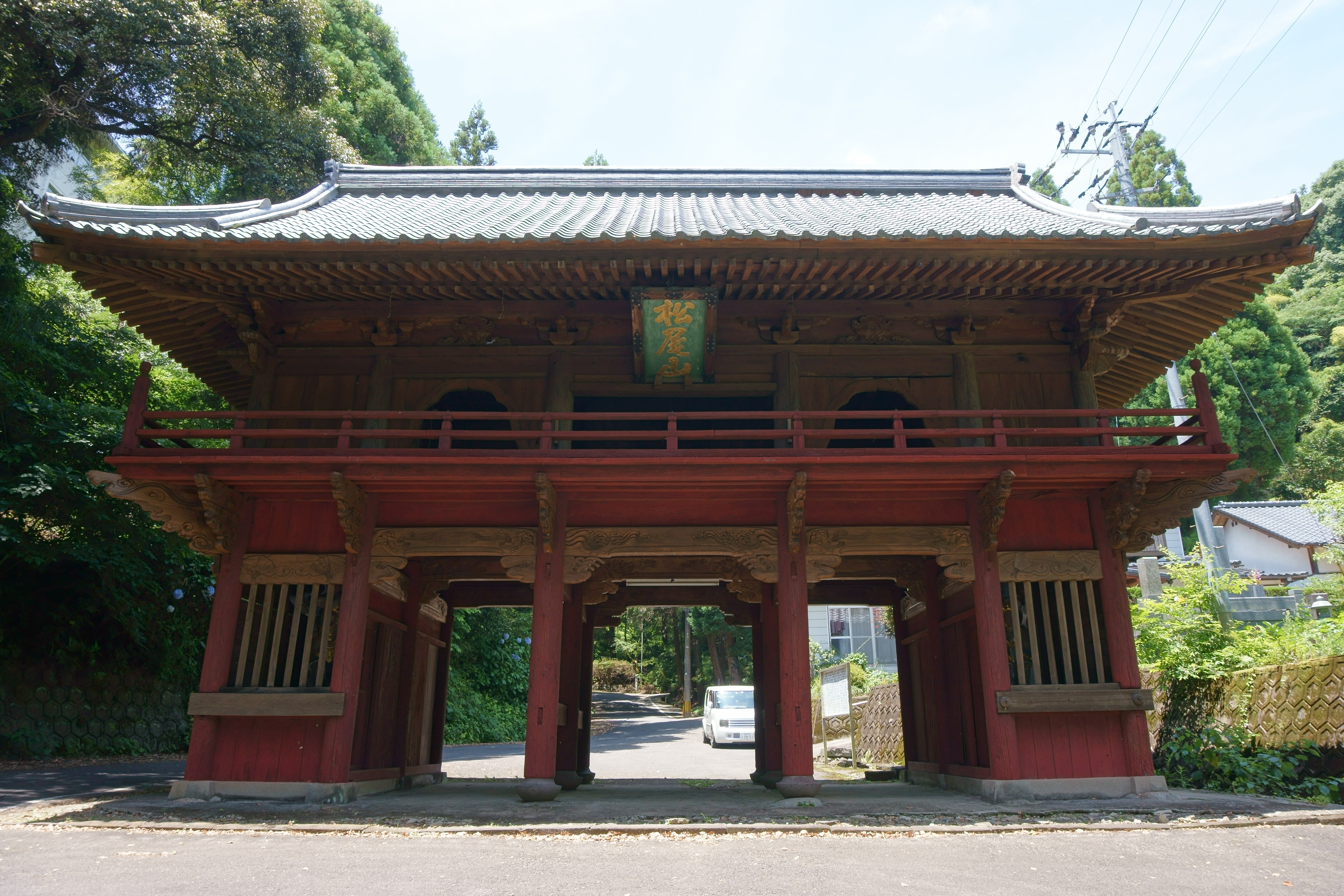
仁王門

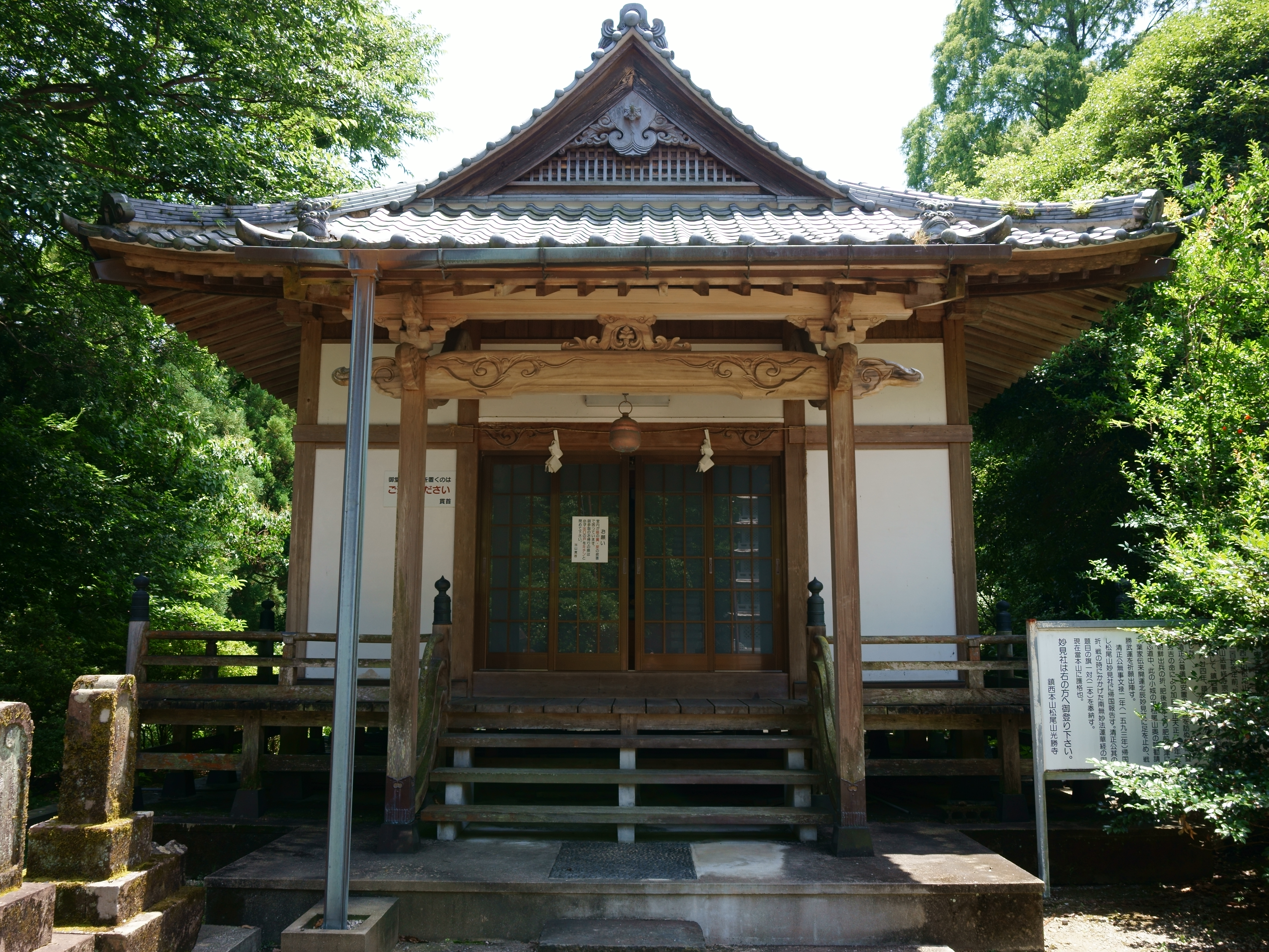
鬼子母神堂

光勝寺（こうしょうじ）は、佐賀県小城市小城町松尾にある日蓮宗の本山（由緒寺院）。山号は松尾山（まつおざん）。鎮西本山と称する。親師法縁。現住は65世・松島日應貫首（佐賀市國相寺より晋山）。

## 歴史
1317年（文保元年）に千葉胤貞によって創建されたといわれ、胤貞の猶子である日祐を開山とする。千葉家の外護により14世・智観院日円までは中山法華経寺と両山一主制であった。室町時代に一時衰退したが、1433年（永享5年）に「九州惣導師職」として法華経寺から遣わされた日親により中興した。1617年（元和3年）には、後水尾天皇より「護國光勝寺」の勅額を拝領した。慶長年間に佐賀藩祖・鍋島直茂によって建立された本堂をはじめ、堂宇は享保年間に火災により焼失しており、現在の本堂は寛延年間に再建されたものである。親師堂は鍋島氏の一族である石井氏の寄進である。2017年（平成29年）に開山700年を迎えたことに端を発し総伽藍の改修を発願、2021年（令和3年）に65世・日應が晋山するに及び開闢七百年令和大改修復興事業として逐次展開され現在に至る。

## 主な伽藍
総門
仁王門
元治元年（1864年）再建。
楼門
本堂
佐賀藩祖・鍋島直茂の寄進。総欅造の十間四面。
親師堂
鍋島一族の石井氏による寄進。総楠造。
鬼子母神堂

## 塔頭・旧末寺
日蓮宗は昭和16年（1941年）に本末を解体したため、現在では、旧本山・旧末寺と呼びならわしている。
- 休足山親成寺（佐賀県小城市小城町松尾）－ 塔頭
- 大寳山教仙寺（佐賀県小城市小城町松尾）－ 塔頭
- 光長山泰教寺（佐賀県佐賀市長瀬町）－ 末頭
- 乙王山本能寺（佐賀県佐賀市久保田町徳万）
- 光瑞山法元寺（佐賀県西松浦郡有田町赤絵町）
- 正中山法音寺（佐賀県小城市三日月町道辺）
- 長池山妙勝寺（佐賀県小城市三日月町三ケ島）
- 宝塔山大乗庵教会（佐賀県小城市牛津町柿樋瀬）
- 松濤山億昌寺（佐賀県唐津市浜玉町浜崎）
- 松島山光傳寺（長崎県島原市寺町）
  - 光傳寺 末：日遷山一妙寺（長崎県雲仙市小浜町北本町）
  - 光傳寺 末：源壽山日誠寺（長崎県雲仙市南串山町甲）

## その他
- 山内には松尾山七不思議と言われる故事がある。

## 交通アクセス
- 唐津線小城駅下車徒歩30分。